# Wenzhou World Trade Center
Wenzhou World Trade Center (chiń. 温州世界贸易中心; pinyin Wēnzhōu Shìjiè Màoyì Zhōngxīn) – wieżowiec w Wenzhou, w Chińskiej Republice Ludowej. Budynek ma 333 m i 68 pięter.
Budowa budynku rozpoczęła się 9 czerwca 2003 r. i została ukończona w roku 2010. W dniu otwarcia był 25. pod względem wysokości budynkiem na świecie. Budynek został zaprojektowany przez RTKL Associates. Znajduje się w centrum miasta Wenzhou, gdzie stoi jak najwyższy budynek w mieście, najwyższy w prowincji Zhejiang i 11. pod względem wysokości w Chinach.
Wenzhou World Trade Center ma być używany jako biurowiec i luksusowy hotel.
Pierwotne plany Wenzhou World Trade Center obejmowały tylko 260 m wysokości.